# 烏斯特縣 (麻薩諸塞州)
伍斯特縣（英語：Worcester County）是美国麻薩諸塞州中部的一個郡，北鄰新罕布什尔州，東南鄰羅德島州，西南鄰康乃狄克州，面積4,090平方公里。根據2020年美國人口普查，共有人口86萬2,111人。縣治伍斯特（Worcester），惟自1998年7月1日起已無縣政府。該縣成立於1731年4月2日，縣名紀念英国的伍斯特（中經同名的縣治）和1651年英格蘭內戰的伍斯特战役。